# Вілкул Тетяна Леонідівна
Тетяна Леонідівна Вілкул (народилася 12 січня 1969 року в Ірпені) українська історикиня, що спеціалізується на середньовічній історії України, і старша наукова співробітниця Інституту історії України НАН України. Вона відома як одна з тих, хто відродив науковий інтерес і дослідницькі зусилля до текстології «Повісті временних літ» на початку 21-го століття.

## Біографія
Вілкул народилася 12 січня 1969 року в Ірпені, Київська область, Українська РСР. У 1992 році закінчила Національний педагогічний університет імені М. П. Драгоманова у Києві. Працювала археографом з 1992 по 1995 рік, а потім продовжила навчання в Інститут української археографії Національної академії наук України. У 2001 році здобула науковий ступінь кандидата історичних наук,  на кафедрі середньовічної та ранньомодерної історії України під керівництвом Олексій Толочко. Вона опублікувала різні монографії та статті українською, російською та англійською мовами.
Інтерес до текстологічних досліджень «Повісті временних літ» занепав у другій половині 20-го століття, але отримав новий поштовх на початку 21-го століття. Це сталося завдяки публікації нового сучасного німецького перекладу Людольфа Мюллера у 2001 році, інтерлінійне зіставлення шести основних копій і парадозису, зроблене Дональдом Островським та ін. у 2003 році, та різні публікації початку 2000-х років Олексій Толочко і Тетяни Вілкул з Сектору досліджень історії Київської Русі. Ці публікації початку 21-го століття були першими, які поставили під сумнів основні частини поглядів Олексій Шахматов, які до того часу були загальноприйнятими.
У 2004 році Вілкул підняла кілька питань щодо текстологічної основи реконструкції «Повісті временних літ» Островського 2003 року. Подальша полеміка між Островським і Вілкулом розгорнулася навколо оцінки стематики ПВЛ, а також найімовірніших генетичних зв'язків і контамінацій між різними текстовими свідченнями. Гіппіус (2014) стверджує, що «підхід Вілкула видається найбільш перспективним на даний момент».
У своїй докторській дисертації, «Літопис і хронограф» (2015), вона продемонструвала, що «Новгородський перший літопис у молодшій редакції» («Молодший НПЛ») був контамінований ПВЛ. Отже, текст «ПВЛ» обов'язково має бути старішим, а текст «Молодшого НПЛ» відображає хронографи 14 чи 15 століття і не може бути архетипом для тексту «ПВЛ».
Фінська історична дослідниця Марі Ісоахо (2018) назвала Вілкула «старанна письменниця», який опублікував «вражаючий список» статей з текстологічної критики літописів та інших давньоруських текстів, переважно в журналі «Palaeoslavica» між 2003 і 2012 роками.

## Публікації

### Монографії
- Літопис і хронограф. Студії з текстології домонгольського київського літописання. 518 сторінок. Київ: Національна академія наук України, 2015. ISBN-13 978-966075546. (докторська дисертація)

### Журнальні статті (вибірка)
- Вілкул, Т. (2003). «Новгородская первая летопись и Начальный свод». Palaeoslavica, 11, 5–35.
- Вілкул, Т. (2004). «Текстология и Textkritik. Идеальный проект…» Palaeoslavica, 12(1), 171—203.
- Вілкул, Т. (2013). «Полный перевод Хроники Георгия Амартола в летописных статьях Х–ХИ вв.» (Повесть временных лет и Новгородская первая летопись младшего извода). Древняя Русь. Вопросы медиевистики, 5(47), 28.